# 야마하 YZF-R6
아마하 YZF-R6(영어: Yamaha YZF-R6)는 야마하 발동기에서 1999년부터 2020년까지 600 클래스로 생산했던 스포츠 모터사이클이다.  2021년부터 생산 가용성은 대부분의 세계 시장에서 레이스 전용 사양으로 제한되어 600cc 이상의 배기량을 가진 다른 제조업체가 2022년부터 로드 레이스 대회에 참가하도록 장려하기 위해 주최 측은 엔진 자격 기준을 재정렬하였다.레이스 주최 측은 야마하 R6가 슈퍼스포트 레이싱에서 지배적인 브랜드라는 기존의 전통에서 탈피하기 위해 대체 장비에 대한 범위를 제공하기를 원했다.

## 역사
YZF-R6는 1999년에 YZF-R1 슈퍼 바이크의 슈퍼 스포츠 버전으로 소개되었으며, R6와 함께 계속 판매된 스트리트 지향적인 YZF600R 스포츠 바이크의 동반자이다. 정지 상태에서 108hp(81kW) 이상을 생산할 수 있는 야마하 발동기의 완전히 새로운 엔진 설계를 특징으로 했다. R6는 재고 형태로 100 hp (75 kW) 이상을 생산하는 세계 최초의 600cc 생산 4행정 모터사이클이었다.
YZF-R6는 도입 이후 여러 차례 수정되었다. 2003년 모델을 시작으로 R6가 연료 분사식으로 바뀌었다. 2006년 모델은 YCC-T 라이드 바이 와이어 스로틀과 다중 플레이트 슬리퍼 클러치를 특징으로 하는 새로운 엔진 관리 시스템으로 크게 업그레이드되었다. 2008년식은 YCC-I 가변 길이 흡기 시스템을 통합하여 높은 엔진 rpm에서 출력을 최적화하고 델타박스 프레임 설계를 개선하였다.

## 스펙
| 형식            | 599cc, 4스트로크, DOHC, 4밸브, 수랭, 4기통 |
| 보어 X 스트로크 | 67.0mm X 42.5mm                            |
| 압축비          | 13.1 : 1                                   |
| 최고출력        | 87.1kw(118.4PS)@14,500rpm                  |
| 최대토크        | 61.7Nm(6.3kg-m)@10,500rpm                  |
| 트랜스미션      | 6단 습식 다판클러치                        |
| 구동방식        | 체인                                       |

| 프레임       | 알루미늄 델타박스 프레임         |
| 서스펜션(앞) | Telescopic forks, Ø 43 mm        |
| 서스펜션(뒤) | Swingarm, (Link type suspension) |
| 브레이크(앞) | Hydraulic dual disc, Ø 320 mm    |
| 브레이크(뒤) | Hydraulic single disc, Ø 220 mm  |
| 타이어(앞)   | 120/70 ZR17M/C (58W)             |
| 타이어(뒤)   | 180/55 ZR17M/C (73W)             |

| 길이         | 2,040㎜ |
| 넓이         | 695㎜   |
| 높이         | 1,150㎜ |
| 시트고       | 850㎜   |
| 휠베이스     | 1,375㎜ |
| 연료탱크용량 | 17L     |
| 중량(WET)    | 190㎏   |

## 특징
- 하이스펙의 고성능 엔진:

초소형, 초경량, 티타늄 4밸브, 67X42.5mm의 보어X스트로크 118.4PS@14,500RPM의 최대출력과 17,500RPM 레드존, 13:1:1의 압축비, 초소형 연소실, 트윈인젝터 타입의 전자 제어 인젝션 연료분사, 백토크 리미터를 위한 슬리퍼 클러치 등과 같은 성능을 통해 엄청난 퍼포먼스를 보여준다.
- 델타박스 프레임:

공격적인 퍼포먼스를 바탕으로 한 엔지니어링 기술이 월등히 우수한 핸들링과 하나가 되어 선사하는 YZF-R6의 레이스 월드는 직접 경험해 보지 않으면 절대로 예측해 볼 수 없는 영역일 것이다.
- Yamaha Chip Controlled Throttle YCC-T:

YCC-T는 강력한 ECU와 여러 개의 센서를 사용하여 아이들링부터 레드존까지 전 회전 영역에서 정확하고 즉각적인 스로틀 반응을 제공한다. ECU는 라이더의 스로틀 그립 작동을 감지하고 즉각적으로 계산하여 적절한 흡입공기량을 조절하며 드라이브 토크 커브와 흡입기류의 속도를 통하여 언제라도 최상의 출력을 낼 수 있도록 스로틀 밸브 개방 시기를 조절해 준다. 이를 통해 라이더는 어떤 상황에서도 더욱 부드럽고 안전하게 고성능의 엔진을 컨트롤할 수 있게 된다. YCC-T 덕분에 라이더와 모터사이클 사이에 더욱 긴밀한 싱크로나이즈가 가능하다.
- 퀵 쉬프트 시스템(QSS):

더욱 새로운 사양의 퀵 체인지 시스템(QSS)은 랩 타임을 줄이기 위한 안정적인 차대 유지에 많은 도움이 된다. 퀵 쉬프트 업은 랩 타임에도 지대한 영향을 준다. 또한 이러한 요소는 라이더에게 심리적 안전감을 준다.
- 첨단 컨트롤 시스템:

다양한 첨단 시스템을 갖춘 YZF-R6는 야마하가 만든 가장 정교한 600cc 슈퍼 스포츠 모터사이클이다. 트랙션 컨트롤 시스템(TCS) 및 엔진의 출력 조절이 가능한 D-모드로 라이더에게 최고의 컨트롤 환경을 제공한다.
- 업그레이드된 라이딩 포지션:

모터사이클을 완벽하게 컨트롤하기 위해서 라이딩 포지션은 중요한 요소 중 하나이다. YZF-R6는 라이더의 라이딩 포지션을 고려하여 시트와 프레임 그리고 연료탱크까지 라이더가 더욱 빠르고 쉽게 체중 이동이 가능하도록 설계되었다.
- 업그레이드된 공기역학적 디자인:

YZF-R6는 3개의 월드 슈퍼 스포츠 타이틀을 쟁취한 모터사이클이다. 역동적인 외관 디자인은 최근 몇 년 동안, 레이스에서 랩타임을 단축함으로 더욱 효율적인 R시리즈의 공기역학적 디자인임을 입증하였다.